# Bahnhof Kybartai

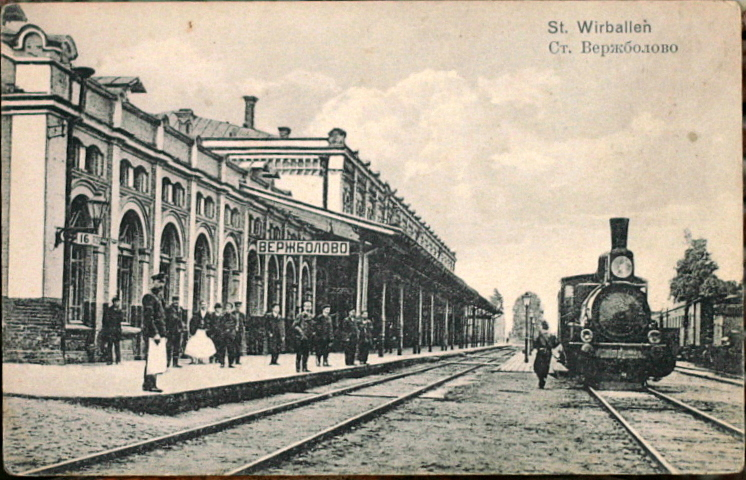
Der Bahnhof um 1900

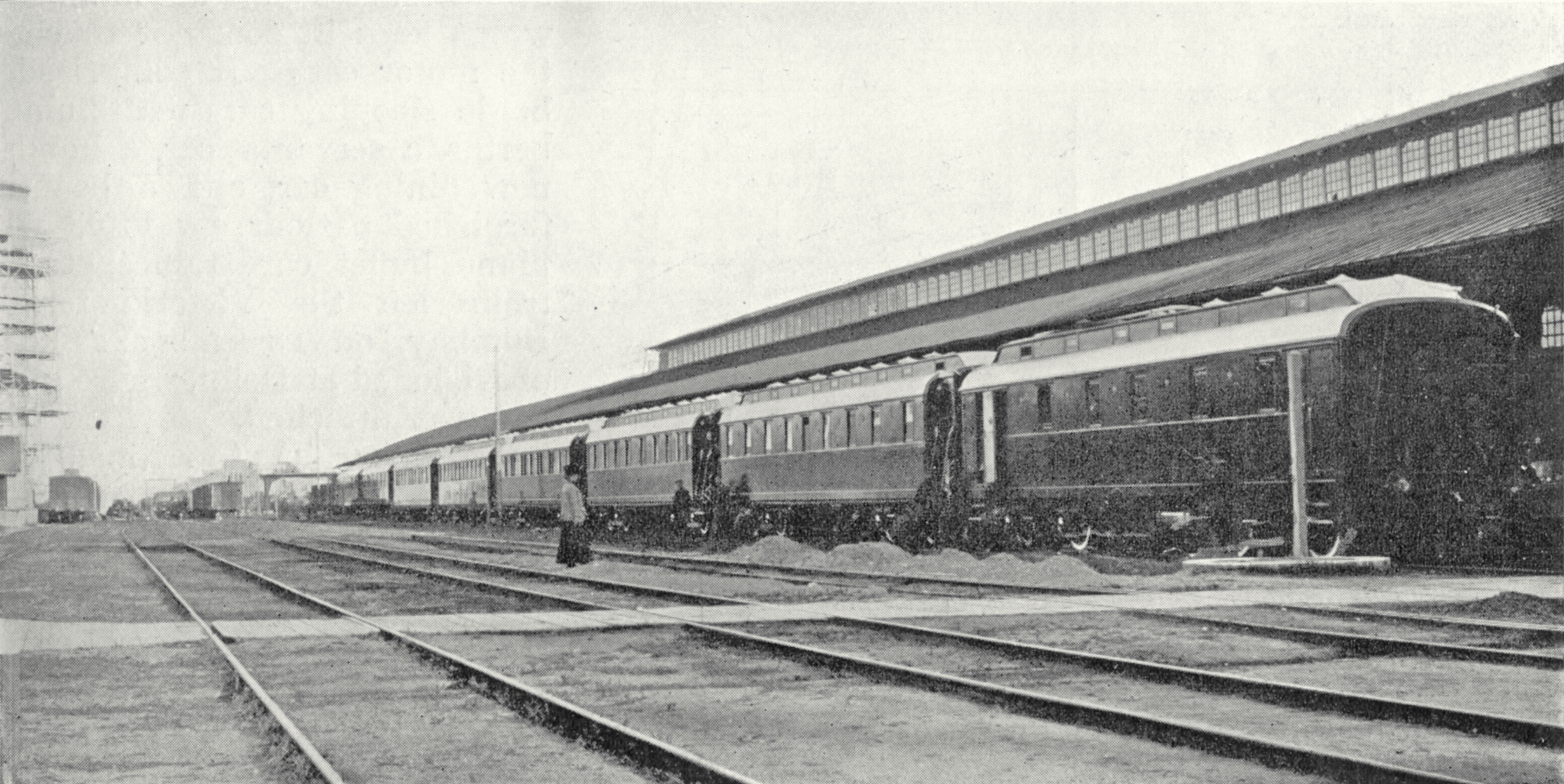
Hofzug des Zaren im Bahnhof Wirballen

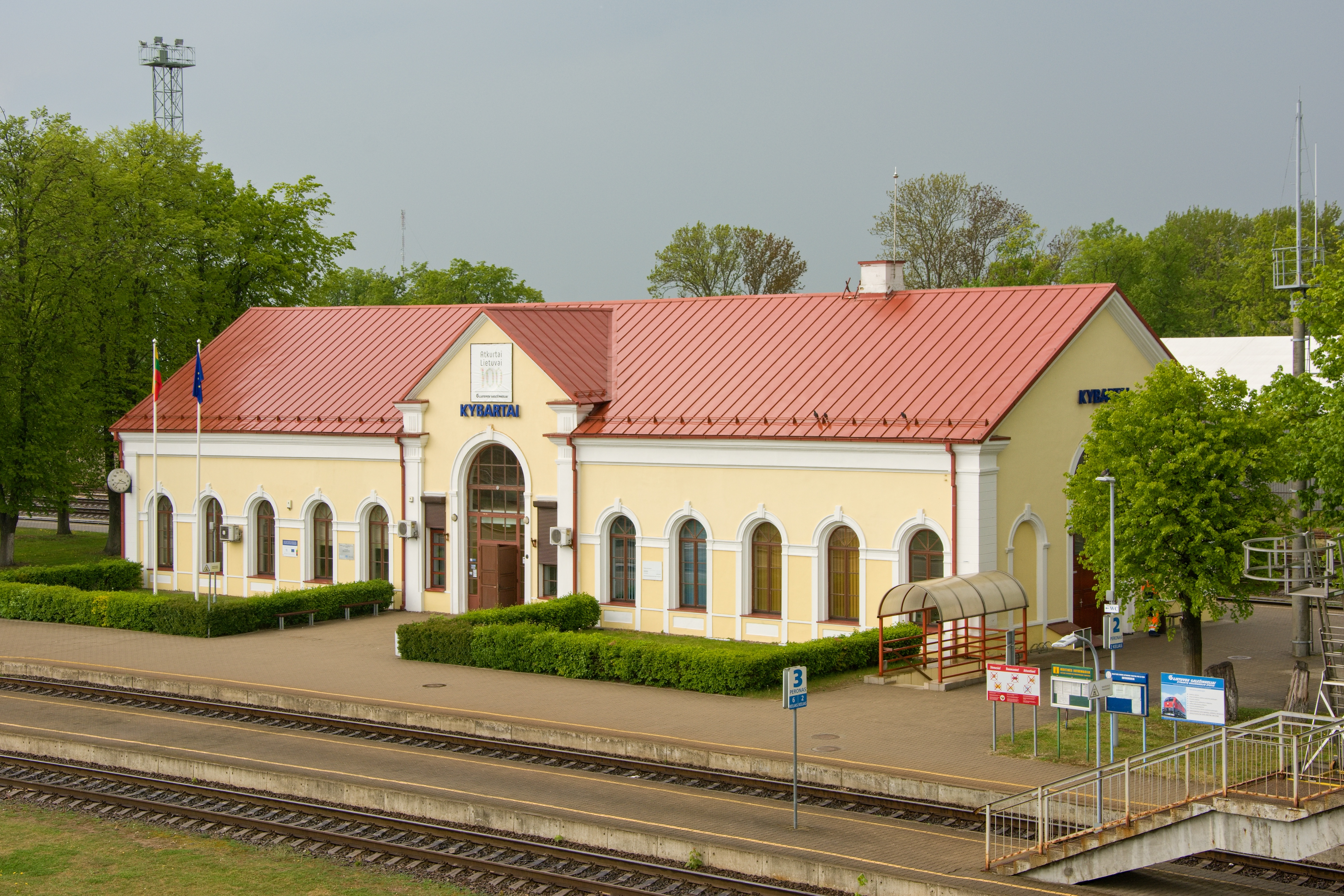
Bahnhof Kybartai heute

Der Bahnhof Kybartai (früher: Вержболово/Werschbolowo, deutsch: Wirballen, Litauisch: Virbalis) ist ein Grenzbahnhof zwischen Russland und Litauen auf litauischer Seite und der Bahnhof der Stadt Kybartai.
Der Bahnhof verfügt über ein Warteraum und Toiletten.

## Geschichte
Der Bahnhof wurde 1851 mit der Verbindung Berlin–St. Petersburg eröffnet und war der erste russische Grenzbahnhof zum Königreich Preußen. Er wurde nach der Stadt Werschbolowo benannt. Da hier an einer Zweigstrecke der Warschau-Petersburger Eisenbahn und in dem benachbarten deutschen Grenzbahnhof Eydtkuhnen an der Preußischen Ostbahn die mitteleuropäische Normalspur und die russische Breitspur aufeinander trafen, erhielt der Bahnhof ein besonders prächtig ausgestattetes Empfangsgebäude, denn alle Fahrgäste mussten hier umsteigen, auch der Zar und seine Familie, wenn sie mit der Bahn nach Westeuropa fuhren.
Nach dem Ersten Weltkrieg fiel Werschbolowo 1919 an Litauen und erhielt den Namen Virbalis. Später wurde der Bahnhof nach der Stadt Kybartai benannt, auf deren Gebiet er sich befindet. Am Ende des Zweiten Weltkriegs wurde das prächtige Empfangsgebäude von einer Einheit der Roten Armee gesprengt, die eigentlich das Empfangsgebäude von Eydtkuhnen zerstören sollte, die beiden Bahnhöfe aber aus Ortsunkenntnis verwechselte. Nach Kriegsende wurde ein einfacheres Gebäude gebaut. Seit dem Zerfall der Sowjetunion ist der Bahnhof wieder Grenzbahnhof, nunmehr zwischen der russischen Oblast Kaliningrad und Litauen, wobei Russland diesmal auf der westlichen Seite der Grenze liegt.